# Versigny, Oise
Versigny är en kommun i departementet Oise i regionen Hauts-de-France i norra Frankrike. Kommunen ligger i kantonen Nanteuil-le-Haudouin som tillhör arrondissementet Senlis. År 2022 hade Versigny 348 invånare.

## Befolkningsutveckling
Antalet invånare i kommunen Versigny
| Referens: INSEE |